# Бахтіарово (Янтіковський район)
Бахтіа́рово (рос. Бахтиарово, чув. Вăтаяль) — присілок у складі Янтіковського району Чувашії, Росія. Входить до складу Тюмеревського сільського поселення.
Населення — 285 осіб (2010; 368 у 2002).
Національний склад:
- чуваші — 99 %